# Miramar (Santa Isabel)
Miramar è un comune (corregimiento) della Repubblica di Panama situato nel distretto di Santa Isabel, provincia di Colón. Si estende su una superficie di 18,5 km² e conta una popolazione di 201 abitanti (censimento 2010).